# Mircea Alexe
Mircea Alexe (n. 19 august 1914, Brăila), a fost un compozitor român. 

## Studii
A urmat în orașul natal Școala Primară Evanghelică și Liceul “N. Bălcescu” (absolvit în 1932), iar în București Conservatorul (elev al lui Mihail Jora). 

## Activitatea profesională
Ca ofițer în rezervă al Regimentului 38 Infanterie din Brăila participă în război pe frontul din vest după care, întors în țară, a rămas în cadrul armatei. Încă din primii ani de conservator începuse să scrie muzică ușoară, de cele mai multe ori pe texte proprii. Din 1936 devenise membru al Uniunii Compozitorilor Români. A compus peste 100 de cântece de muzică ușoară și multe cântece ostășești. Multe dintre compozițiile lui au devenit șlagăre: Hai cu mine la Băneasa (tango), De acum nu ne vom mai certa (tango), Trăiesc numai pentru tine (tango-romanță), Săracă inimioară (foxtrot), Din când în când mi-aduc aminte (tango), De-ar fi din lumea-ntreagă (tango), Doi ochi negri de rusoaică (tango), Ți-am făcut iubito versuri (tango), Să zboare săniuța (tango), Țigane, taci și nu mai plânge (tango), Romanța flașnetarului etc.